# Saint-Georges-du-Bois (Charente-Maritime)
Saint-Georges-du-Bois é uma comuna francesa na região administrativa da Nova Aquitânia, no departamento de Charente-Maritime. Estende-se por uma área de 27,90 km². Em 2010 a comuna tinha 1 801 habitantes (densidade: 64,6 hab./km²).